# Astakos
Astakos (greacă Αστακός) este un oraș în partea de est a Greciei în prefectura Aetolia-Acarnania, situat pe malul estic al Mării Ionice.